# Carta Aeronáutica Mundial

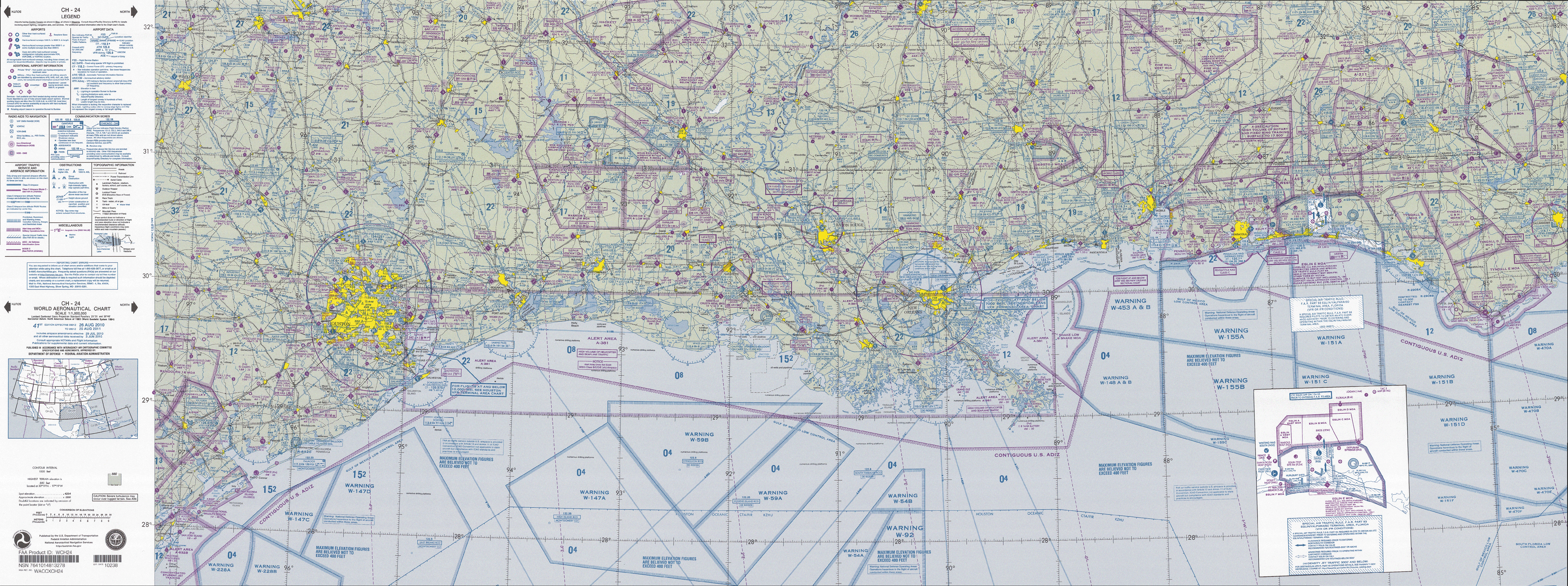
Carta aeronáutica mundial de la Administración Federal de Aviación de los Estados Unidos, que muestra la parte norte del Golfo de México

Una Carta Aeronáutica Mundial es un tipo de carta aeronáutica utilizada para la navegación aérea por pilotos de aeronaves. En los Estados Unidos, estas cartas se encontraban a una escala de 1:1.000.000, siendo aproximadamente 1 pulgada igual a 13,7 millas náuticas, o 16 millas terrestres, hasta que fueron descontinuadas en 2015.
Estas cartas fueron similares a las actuales cartas aeronáuticas seccionales, siendo los símbolos de ambas los mismos. Sin embargo, hay menos detalles a escala más pequeña, por lo que, a diferencia de las cartas aeronáuticas seccionales, no eran utilizadas bajo reglas de vuelo visual (VFR). Las cartas aeronáuticas mundiales mostraban información topográfica, de aeropuertos y de radioayudas para la navegación aérea. Fueron útiles para la planificación estratégica de vuelos, ya que resulta útil tener una vista de toda el área de vuelo.
A diferencia de las cartas aeronáuticas de Alaska o de México y el Caribe, las cuales eran revisadas cada dos años, las cartas aeronáuticas mundiales eran revisadas de forma anual. 
El 25 de junio de 2015, la Administración Federal de Aviación de los Estados Unidos anunció la interrupción de todas las Cartas Aeronáuticas Mundiales que cubrían el territorio de los Estados Unidos.
Un conjunto de 12 de estas cartas cubrían la totalidad del territorio continental de los Estados Unidos continentales, y otras 8 cubrían Alaska. Por otra parte, el espacio aéreo de Canadá se encuentra cubierto por un conjunto de 18 de estas cartas, mientras que las 43 cartas de este tipo utilizadas en Australia se encuentran indexadas según su nombre geográfico, o mediante un número de 4 dígitos.